# Atlantique Air Lines
Atlantique Air Lines était une compagnie aérienne régionale française de vols en nom propre. Elle exploitait sa flotte d'avion de moins de 20 places en affrètement pour le compte d'autres compagnies françaises sur leur réseau en France et Europe.
La compagnie aérienne était basée dans les aéroports de Nantes Atlantique et Paris Le Bourget.

## Histoire
Elle a été créée par André Besseau, propriétaire de la compagnie Atlantique Air Assistance (AAA) en janvier 2006.
André Besseau détenait 1 part sociale sur les 3000 et AAA 2999 parts sociales.
Le siège se trouvait sur la commune de Rezé en périphérie de Nantes.
Atlantique Air Lines (AAL) a transporté des milliers de passagers, d'hommes d'affaires à travers toute l'Europe, les pays de l'Est et l'Afrique du Nord.
C'était donc une filiale d'Atlantique Air Assistance, la maison mère, société confondante.
AAL changeait de siège social pour la commune de La Chrevrolière, siège de la maison mère en avril 2007.
Elle a été fondée en 2006 pour pouvoir exploiter un nouveau secteur d’activité puis elle a été absorbée par Atlantique Air Assistance le 30 mars 2013.
En effet, la législation prévoit 2 catégories au moins, pour les compagnies aériennes. Une section pour celles qui disposent d'avions de moins de 20 places (JAR 23 pour Atlantique Air Lines), et une pour celles qui proposent des avions de plus de 20 places (JAR 25- Atlantique Air Assistance).
Le transporteur propose des services comme l'aviation d'affaires, les vols charter, les vols sanitaires, les vols fret et transports funéraires internationaux maintenant sous le nom d'Atlantique Air Assistance.
La société (siren 487-966-491) a été radiée du registre du commerce et des sociétés le 11 juin 2013.
La compagnie Atlantique Air Assistance et sa filiale Atlas Atlantique Airlines étaient mises en liquidation judiciaire en décembre 2017.

## Flotte
La compagnie exploitait 5 appareils pouvant transporter jusqu'à 46 passagers :
| Type             | Nombre | Sièges | Immatriculations                                                 |                       |
| ---------------- | ------ | ------ | ---------------------------------------------------------------- | --------------------- |
| Beechcraft 90    | 1      | 5 à 8  | « F-GTCR », sur www.airliners.net (consulté le 22 novembre 2015) | avion sorti de flotte |
| Beechcraft 1900C | 1      | 18     | « F-GPYY », sur www.airliners.net (consulté le 22 novembre 2015) |                       |
| Beechcraft 1900D | 1      | 19     | « F-GNBR », sur www.airliners.net (consulté le 22 novembre 2015) | avion sorti de flotte |
| ATR 42 320       | 1      | 46     | « F-HBSO », sur www.airliners.net (consulté le 22 novembre 2015) | avion sorti de flotte |
| ATR 42 320       | 1      | 46     | « F-HAAV », sur www.airliners.net (consulté le 22 novembre 2015) | avion sorti de flotte |

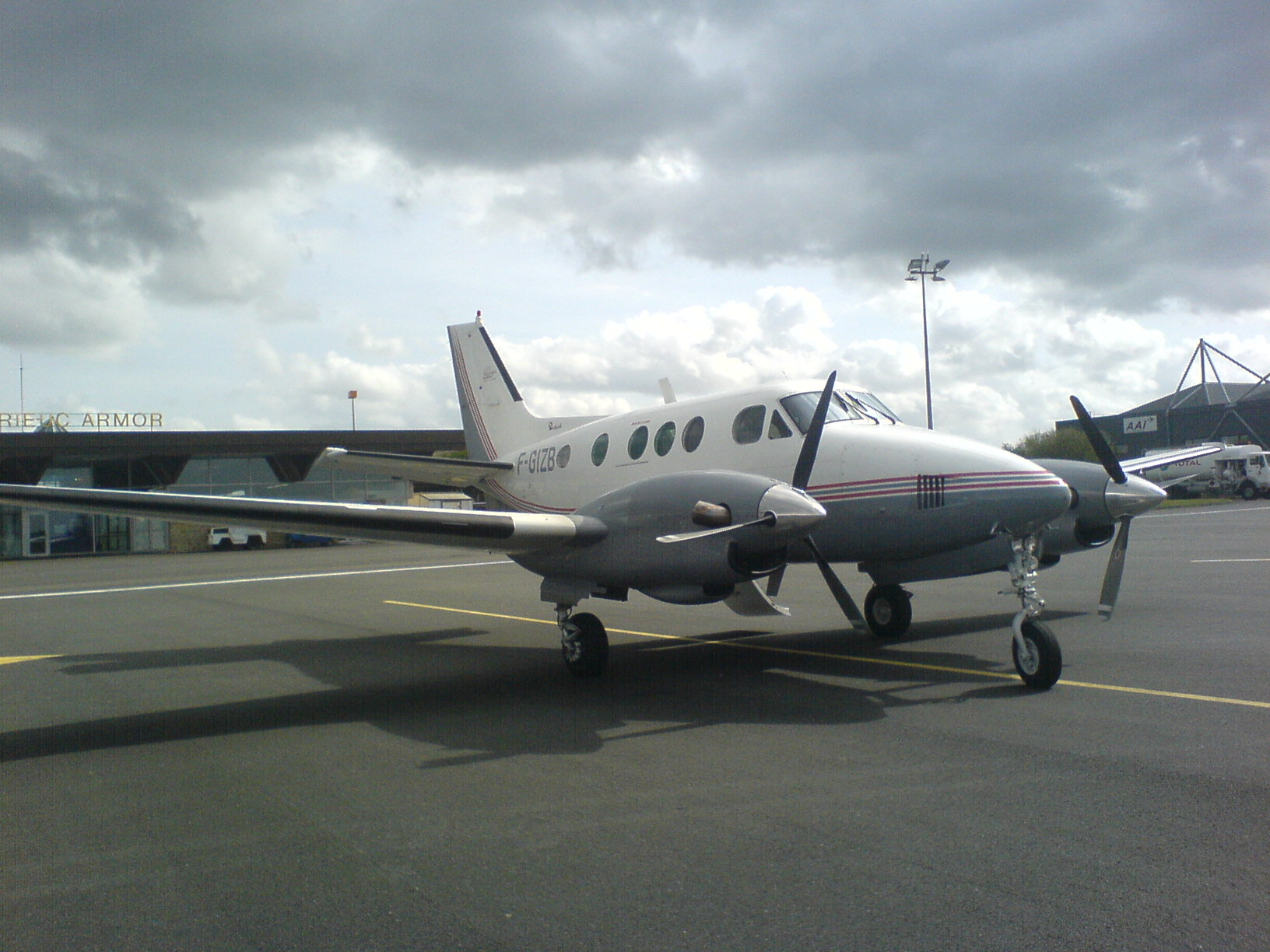
Beechcraft King 90 d'Atlantique Air Assistance
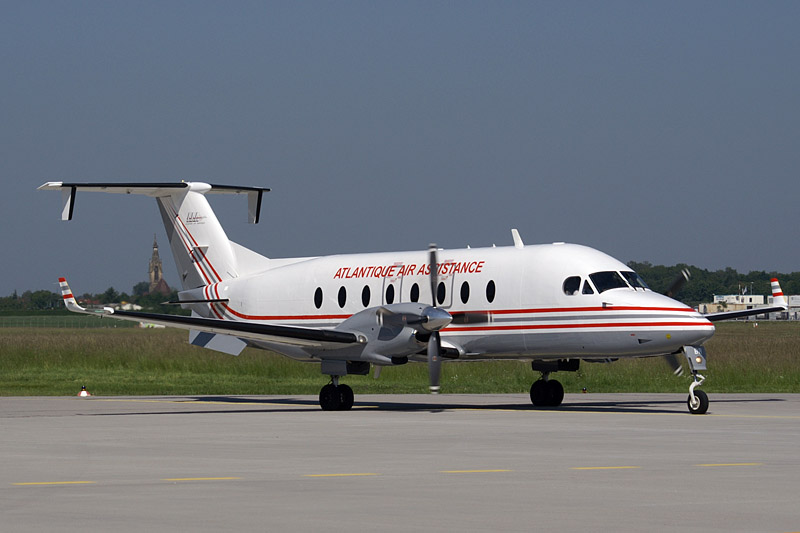
Beechcraft B1900D d'Atlantique Air Assistance
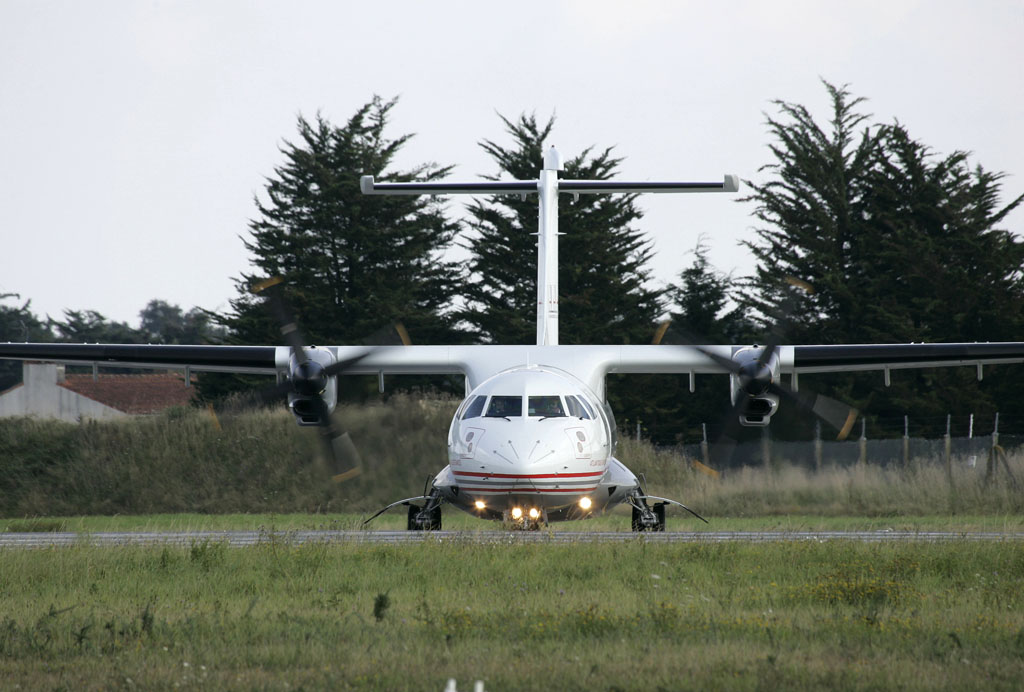
ATR 42 320 d'Atlantique Air Assistance
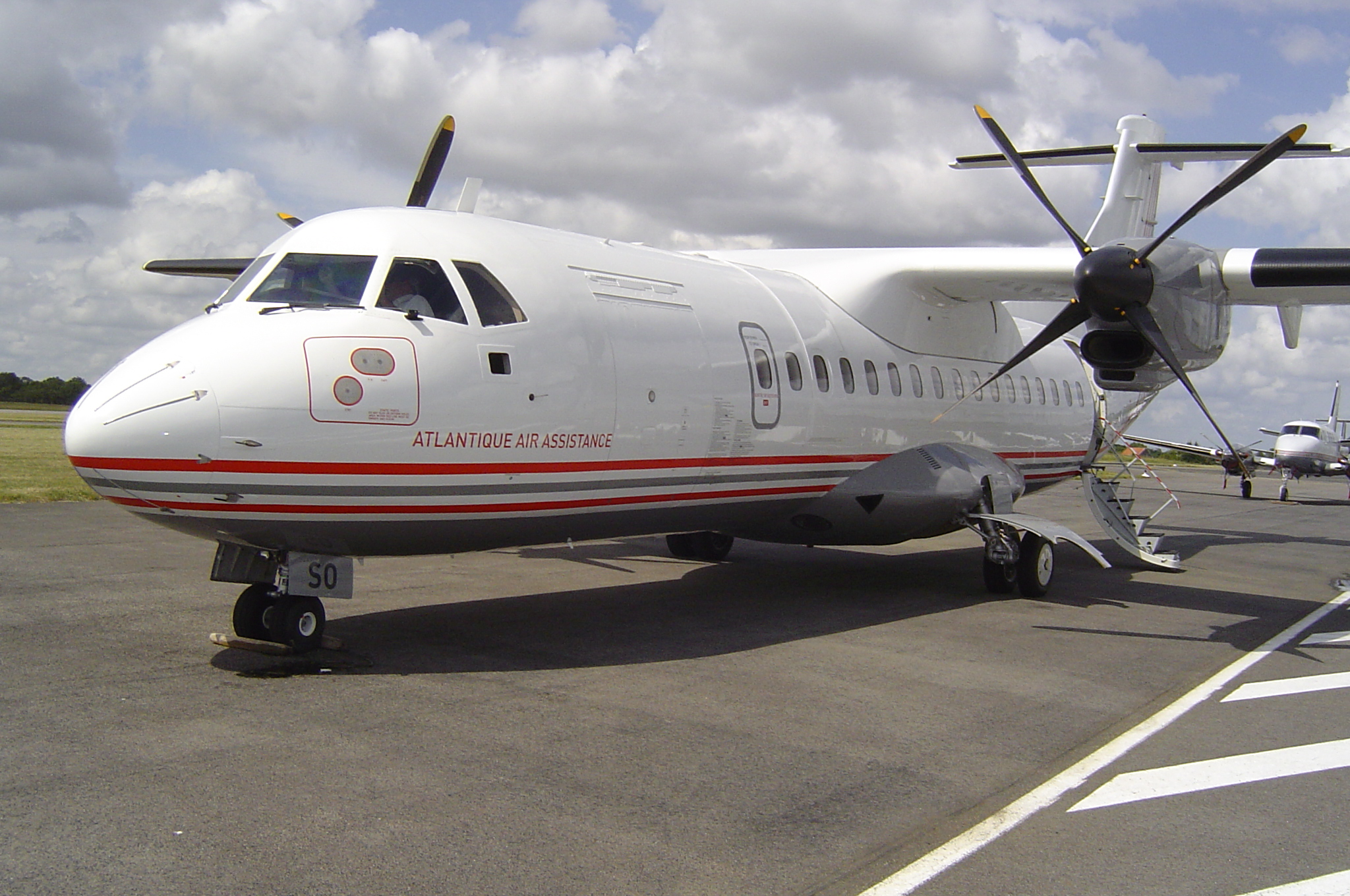
ATR 42 320 d'Atlantique Air Assistance
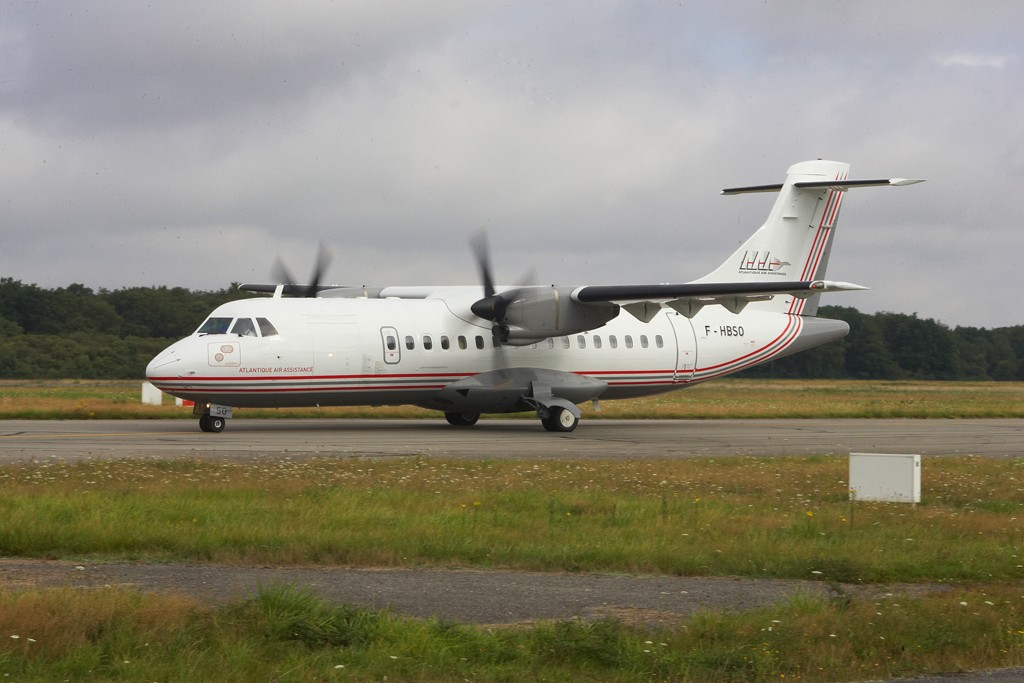
ATR 42 320 d'Atlantique Air Assistance
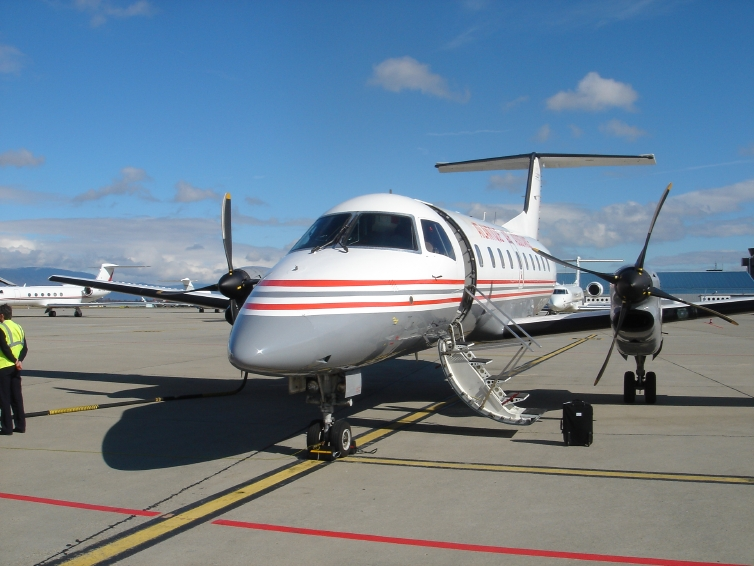
Embraer 120 F-GTVA sorti de la flotte en 2008
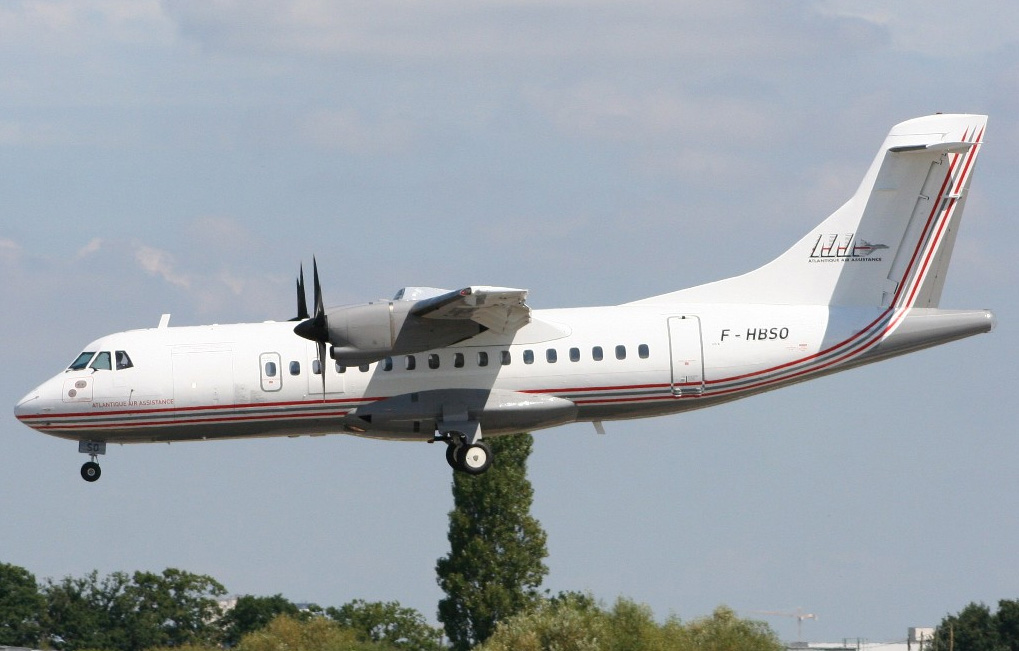
ATR 42 320 d'Atlantique Air Assistance
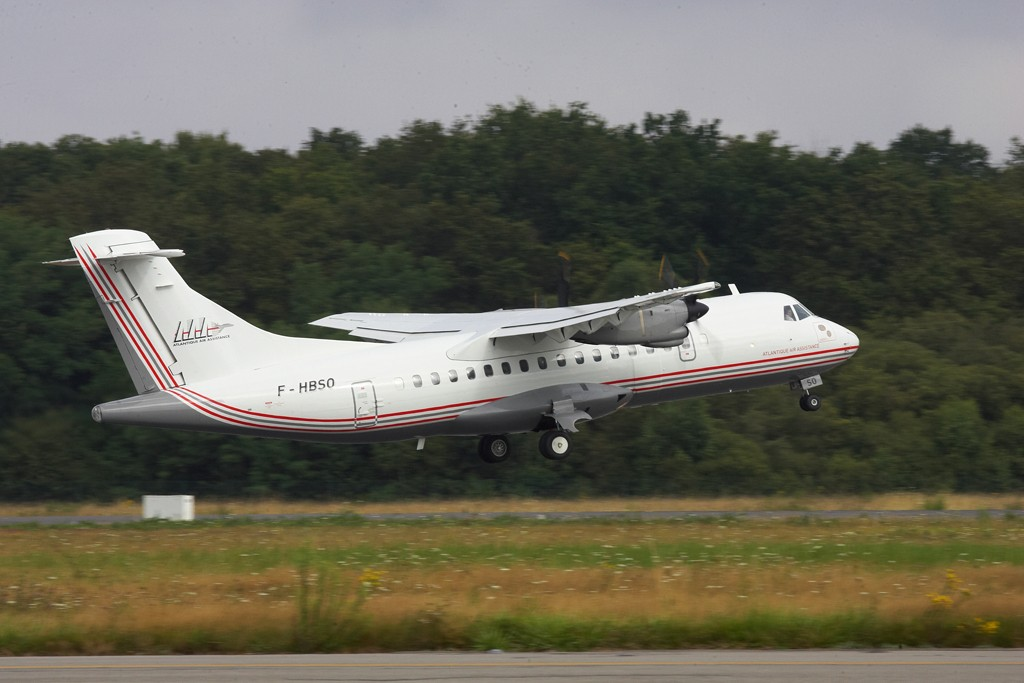
ATR 42 320 d'Atlantique Air Assistance